# Stantonia ashmeadi
Stantonia ashmeadi är en stekelart som först beskrevs av Günther Enderlein 1905.  Stantonia ashmeadi ingår i släktet Stantonia och familjen bracksteklar. Inga underarter finns listade i Catalogue of Life.